# Przemysław Busse
Przemysław Jan Busse (ur. 17 sierpnia 1937 w Warszawie) – polski ornitolog, profesor doktor habilitowany nauk biologicznych, twórca i wieloletni kierownik Akcji Bałtyckiej, trwającego od 1960 roku programu badania wędrówek ptaków. Członek honorowy Polskiego Towarzystwa Zoologicznego (2011).

## Życiorys

### Pochodzenie i wykształcenie
Syn Włodzimierza Busse (1909–1995), inżyniera, i Janiny Busse z domu Boretti (1906–1993), lekarki; od strony matki potomek Józefa Borettiego, włoskiego architekta osiadłego w Polsce w XVIII wieku. W latach 1950–1954 uczęszczał do VI Liceum Ogólnokształcącego im. Tadeusza Reytana w Warszawie, w którym zdał maturę (1954). W latach 1954–1955 studiował chemię na Politechnice Warszawskiej, a w latach 1956–1961 biologię na Wydziale Biologii i Nauk o Ziemi Uniwersytetu Warszawskiego, gdzie w 1961 roku uzyskał tytuł zawodowy magistra (specjalność: biologia, ornitologia) na podstawie pracy Dynamika budowy gniazd w kolonii lęgowej gawrona (Corvus frugilegus).

### Praca zawodowa i działalność społeczna
W latach 1962–1965 pracował jako stażysta i asystent w Zakładzie Ornitologii Uniwersytetu Wrocławskiego. W latach 1965–1977 był zatrudniony w Katedrze Ochrony Przyrody i Ekologii Uniwersytetu Mikołaja Kopernika w Toruniu (1965–1967 asystent, 1967–1977 adiunkt), gdzie pełnił funkcję zastępcy kierownika Stacji Naukowo-Badawczej w Siemionkach nad Gopłem. W latach 1979–2007 pracownik naukowy Wydziału Biologii Uniwersytetu Gdańskiego (1979–1981 adiunkt, 1981–1991 docent, 1991–2007 profesor). Doktorat uzyskał w 1966 roku na Uniwersytecie Wrocławskim (rozprawa Wyniki obrączkowania ptaków krukowatych, Corvidae, Europy; promotor Władysław Rydzewski), habilitował się w 1973 roku tamże (praca Wiosenny przelot ptaków we wschodniej części polskiego wybrzeża Bałtyku). W 1995 roku otrzymał tytuł profesora. Od 2007 roku profesor emeritus Uniwersytetu Gdańskiego.
W latach 1967–1991 redaktor naczelny czasopisma „Notatki Ornitologiczne”, a od 1991 roku redaktor naczelny międzynarodowego czasopisma ornitologicznego „The Ring”. Członek Polskiego Towarzystwa Zoologicznego (od 1958; od 2011 członek honorowy), Międzynarodowego Komitetu Ornitologicznego (od 1998) oraz European Ornithologists Union (od 1998). W latach 2003–2007 członek Komitetu Zoologii Polskiej Akademii Nauk. Prezes Fundacji Wspierania Badań nad Wędrówkami Ptaków, założonej w 2011 roku. Autor m.in. Bird Station Manual (2000), najobszerniejszego na świecie podręcznika obrączkowania ptaków (również Bird Ringing Station Manual, 2015). Wypromował sześciu doktorów.
Według szacunkowych obliczeń w latach 1960–2020 osobiście zaobrączkował ok. 300 000 ptaków. Pełnił funkcję doradcy naukowego ośrodków obrączkowania ptaków w Turcji, Jordanii i Egipcie. W latach 2011–2019, w ramach działań Fundacji Wspierania Badań nad Wędrówkami Ptaków, prowadził ornitologiczne prace terenowe w Egipcie (2011, 2012), Jordanii (2012), Palestynie (2013, 2014, 2015, 2016), Chorwacji (2014), Niemczech (2016), Grecji (2017, 2018) i Włoszech (2018, 2019). Uczestniczył również w pracach Komitetu ds. Zderzeń Statków Powietrznych ze Zwierzętami powołanego przez Urząd Lotnictwa Cywilnego (2013).

### Życie prywatne
W 1964 roku zawarł związek małżeński z Teodozją z domu Robak, z którą miał dwóch synów, Wojciecha i Piotra. W 1980 roku nabył zrujnowany neogotycki dwór we wsi Przebendowo w powiecie wejherowskim, wzniesiony w drugiej połowie XIX wieku, pierwotnie własność rodu von Wittke, po 1945 roku część PGR Żelazno, i wprowadził się do niego wraz z żoną i synami. Od 1979 roku posiada kwalifikacje rolnicze i założył w dawnym ogrodzie dworskim winnicę, jedną z najdalej wysuniętych na północ w Polsce.

## Badania wędrówek ptaków
Przemysław Busse, jako student trzeciego roku studiów biologicznych na Uniwersytecie Warszawskim, w ramach prac Koła Naukowego Biologów UW, którego był przewodniczącym, zapoczątkował trwający od 1960 roku program badań wędrówek ptaków znany jako Akcja Bałtycka, najdłużej na świecie działająca sieć stacji obrączkowania ptaków. Był jej wieloletnim kierownikiem, a po przejściu na emeryturę pozostał Honorowym Przewodniczącym Zespołu Organizacyjno-Naukowego i czynnym obrączkarzem Akcji Bałtyckiej.
W 1980 roku stworzył Stację Badania Wędrówek Ptaków (SBWP), samodzielną jednostkę Wydziału Biologii Uniwersytetu Gdańskiego, której był kierownikiem do 2007 roku. W latach 1980–2009 stacja mieściła się w dworze w Przebendowie należącym do prof. Busse. Twórca i przewodniczący (od 1996 roku) SE European Bird Migration Network (SEEN), największej na świecie organizacji zrzeszającej placówki badające migracje ptaków (ponad 50 instytucji z 22 krajów). Siedziba SEEN mieści się w dworze w Przebendowie, gdzie znajduje się również redakcja czasopisma ornitologicznego „The Ring”, siedziba Fundacji Wspierania Badań nad Wędrówkami Ptaków, biblioteka publikacji fachowych i centralna baza danych o ptakach zaobrączkowanych przez placówki zrzeszone w SEEN. W dworze organizowane są seminaria ornitologiczne i statystyczne, grupowe szkolenia dla członków SEEN, przygotowywane prace magisterskie i doktorskie.
W 1974 roku Przemysław Busse zgłosił propozycję zmiany międzynarodowego systemu kodowania wiadomości powrotnych stosowanych przez European Union for Bird Ringing (EURING). W 1977 roku powierzono mu opracowanie ostatecznej wersji kodu NEW-EURING Coding Format oraz został wybrany przewodniczącym EURING Committee for Standardisation of Methods. NEW-EURING Coding Format jest obecnie, po modyfikacjach z 2000 roku, systemem przyjętym przez EURING Data Bank oraz wszystkie eurazjatyckie i afrykańskie ośrodki obrączkowania ptaków.
Badania Przemysława Busse nad migracjami ptaków obejmują m.in. orientację ptaków w przestrzeni, a także zagadnienia biometryczne i parazytologiczne. W 1995 roku zaprojektował i zbudował specjalny model klatki do eksperymentów orientacyjnych; jest ona nazywana w literaturze fachowej klatką Bussego (ang. Busse’s cage lub Busse cage).

## Publikacje
Autor i współautor artykułów naukowych w czasopismach oraz książek: 
- Key to Sexing and Ageing of European Passerines (1984, OCLC 17968009; wyd. węgierskie 1989, wyd. polskie 1990[1])
- Mały słownik zoologiczny: ptaki (1990, red., t. I ISBN 83-214-0043-4, t. 2 ISBN 83-214-0043-4)
- Bird Station Manual (2000, ISBN 83-86230-78-9)
- Bird Ringing Station Manual (2015, wraz z Włodzimierzem Meissnerem, ISBN 83-7656-053-0)

Autor i redaktor haseł z zakresu ornitologii w Encyklopedii powszechnej PWN.

## Odznaczenia i wyróżnienia
- Indywidualna nagroda III stopnia Ministra Nauki i Szkolnictwa Wyższego (1986)[8]
- Złoty Krzyż Zasługi (1987)[1][8]
- Krzyż Kawalerski Orderu Odrodzenia Polski (2001)[8][34]
- Członkostwo honorowe Polskiego Towarzystwa Zoologicznego (2011)[1]